# 李芳園 (樂師)
李祖棻（約1850年—約1901年），號芳園，是清朝琵琶樂師，浙江平湖縣人。
李芳園生長於音樂世家，五代都是琵琶樂師。李自幼喜歡彈琵琶，自詡“琵琶癖”。
他編撰了《南北派十三套大曲琵琶新譜》，於清光緒廿一年（1895年）出版，分為卷上、卷下兩冊，收錄了他匯集的當時流行的南北派的十三套大曲，以及附錄初學者入門小曲八首。